# Cantone di Vernon-Nord
Il Cantone di Vernon-Nord era una divisione amministrativa dell'arrondissement di Évreux.
A seguito della riforma approvata con decreto del 25 febbraio 2014, che ha avuto attuazione dopo le elezioni dipartimentali del 2015, è stato soppresso.

## Composizione
Comprendeva parte della città di Vernon e i comuni di
- Chambray
- La Chapelle-Réanville
- Sainte-Colombe-près-Vernon
- Saint-Just
- Saint-Marcel
- Saint-Pierre-d'Autils
- Villez-sous-Bailleul